# La luce
La luce è un singolo del duo Rapstar, secondo estratto dall'unico album del duo Non è gratis, pubblicato il 9 marzo 2012 dalla Tempi Duri e Universal.

## Brano
Il brano parla della vita di Clementino (membro del duo) e di come egli sia arrivato al successo nonostante avesse ignorato molti buoni consigli datigli da parenti e amici.
Il ritornello della canzone è cantato infatti in napoletano, ed in esso Clementino incita la gente ad essere più forte per raggiungere il proprio obiettivo.
È stato pubblicato il 9 marzo 2012 per la rotazione radiofonica e il 25 giugno 2012 come single of the week di iTunes.

## Video musicale
Nel video si può vedere Clementino, protagonista assoluto del video, girare per le strade di Nola (sua città natale) cantando e rappando.
Il video è stato pubblicato il 10 marzo 2012 ed è visibile su YouTube tramite il canale ufficiale del duo.
Nel video ufficiale del brano compare Tina Spampanato, la vera madre del rapper: era stato chiesto infatti al rapper di scegliere un'attrice che impersonificasse sua madre nel videoclip, ma trovandosi in prossimità di Camposano (comune dove vivono entrambi i genitori) decise di far apparire la sua vera madre.

## Tracce
1. La luce (Radio Edit) – 4:06 (C. Maccaro, L. Porzio)